# Carrie Akre
Carrie Akre is een Amerikaans zangeres en ondernemer. Als zangeres heeft ze deel uitgemaakt van de rockbands Goodness, Hammerbox en The Rockfords. Ze heeft daarnaast als soloartiest drie studioalbums en twee livealbums uitgebracht. Akre heeft meerdere onafhankelijke platenlabels opgericht waarmee ze albums van Goodness en van haarzelf als soloatiest heeft uitgegeven.

## Discografie

### Albums
- Home, 2000
- Seattle, WA 15.11.02, 2002
- Invitation, 2002
- Seattle, WA 09.08.02, 2002
- Last the evening, 2007

### Singles/ep's
- That's the beauty of the little things in life, 1994
- Limbo / Ruling feelings, 1999
- Live from Cafe Venus / Mars, 2003